# طواف إسبانيا 1996
طواف إسبانيا 1996 هو سباق دراجات هوائية أقيم في إسبانيا بتاريخ 7 - 29 سبتمبر، تكون السباق من 22 مرحلة وامتدّ لمسافة 3898 كم بسرعة 39.986 كم/س، استغرق السباق 97 ساعة 31 دقيقة 46 ثانية. فاز به أليكس تسولي.

## الترتيب
| م                     | الدرّاج        | البلد  | الزمن                     |
| --------------------- | ------------- | ------ | ------------------------- |
| الفائز بالترتيب العام | أليكس تسولي   | سويسرا | 97 ساعة 31 دقيقة 46 ثانية |
| حسب النقاط            | لوران جالابير | فرنسا  | -                         |